# Hair (lied uit de musical Hair)
"Hair" is het titelnummer uit de musical Hair uit 1967 en de gelijknamige film uit 1979. In 1968 scoorde de Nederlandse band Zen een nummer 1-hit met hun versie van het nummer.

## Achtergrond
De tekst van "Hair" is geschreven door James Rado, Gerome Ragni, terwijl de muziek is geschreven door Galt MacDermot. Het is geproduceerd door Brian Drutman, Denis McNamara, Norrie Paramor en Andy Wiswell. In de musical wordt het gezongen terwijl hoofdpersoon Claude (gespeeld door Rado) vertelt waarom hij lang haar heeft, en Berger (Ragni) zegt dat hij niet weet waarom. De cast zingt daarna dat zij een "hoofd vol met haar" willen, "zo lang als God het kan laten groeien". Later zingt de cast een andere tekst op de melodie van "The Star-Spangled Banner". Claude en Berger zingen daarna "Hallelujah" en vergelijken hun haar met dat van Jezus. Ze vragen zich af waarom, aangezien Maria van haar zoon Jezus hield, hun moeders niet van hen houden.
"Hair" werd in de musicalversie niet als single uitgebracht, maar een aantal artiesten heeft een hit gescoord met het nummer. Internationaal gezien hadden The Cowsills de grootste hit: hun versie werd een nummer 1-hit in Australië, Canada, Nieuw-Zeeland en Zuid-Afrika en bereikte de tweede plaats in de Amerikaanse Billboard Hot 100. Opvallend genoeg werd het hier van de eerste plaats gehouden door een ander nummer uit de musical: "Aquarius/Let the Sunshine In" van The 5th Dimension stond op de bovenste positie in de hitlijst. In Australië scoorde Doug Parkinson een top 10-hit met zijn versie van het nummer. In Nederland en België had de band Zen een grote hit met hun versie: het behaalde de eerste plaats in zowel de Nederlandse Top 40 als de Parool Top 20 en kwam tot de derde plaats in de voorloper van de Vlaamse Ultratop 50.

## Hitnoteringen
Alle noteringen zijn behaald door de versie van Zen.

### Nederlandse Top 40
| Hitnotering: 07-12-1968 t/m 05-04-1969 | Hitnotering: 07-12-1968 t/m 05-04-1969 | Hitnotering: 07-12-1968 t/m 05-04-1969 | Hitnotering: 07-12-1968 t/m 05-04-1969 | Hitnotering: 07-12-1968 t/m 05-04-1969 | Hitnotering: 07-12-1968 t/m 05-04-1969 | Hitnotering: 07-12-1968 t/m 05-04-1969 | Hitnotering: 07-12-1968 t/m 05-04-1969 | Hitnotering: 07-12-1968 t/m 05-04-1969 | Hitnotering: 07-12-1968 t/m 05-04-1969 | Hitnotering: 07-12-1968 t/m 05-04-1969 | Hitnotering: 07-12-1968 t/m 05-04-1969 | Hitnotering: 07-12-1968 t/m 05-04-1969 | Hitnotering: 07-12-1968 t/m 05-04-1969 | Hitnotering: 07-12-1968 t/m 05-04-1969 | Hitnotering: 07-12-1968 t/m 05-04-1969 | Hitnotering: 07-12-1968 t/m 05-04-1969 | Hitnotering: 07-12-1968 t/m 05-04-1969 | Hitnotering: 07-12-1968 t/m 05-04-1969 | Hitnotering: 07-12-1968 t/m 05-04-1969 |
| Week                                   | 1                                      | 2                                      | 3                                      | 4                                      | 5                                      | 6                                      | 7                                      | 8                                      | 9                                      | 10                                     | 11                                     | 12                                     | 13                                     | 14                                     | 15                                     | 16                                     | 17                                     | 18                                     |                                        |
| -------------------------------------- | -------------------------------------- | -------------------------------------- | -------------------------------------- | -------------------------------------- | -------------------------------------- | -------------------------------------- | -------------------------------------- | -------------------------------------- | -------------------------------------- | -------------------------------------- | -------------------------------------- | -------------------------------------- | -------------------------------------- | -------------------------------------- | -------------------------------------- | -------------------------------------- | -------------------------------------- | -------------------------------------- | -------------------------------------- |
| Positie                                | 40                                     | 18                                     | 6                                      | 2                                      | 1                                      | 1                                      | 1                                      | 2                                      | 2                                      | 2                                      | 2                                      | 4                                      | 6                                      | 6                                      | 12                                     | 21                                     | 30                                     | 36                                     | uit                                    |

### Parool Top 20
| Hitnotering: 14-12-1968 t/m 15-03-1969 | Hitnotering: 14-12-1968 t/m 15-03-1969 | Hitnotering: 14-12-1968 t/m 15-03-1969 | Hitnotering: 14-12-1968 t/m 15-03-1969 | Hitnotering: 14-12-1968 t/m 15-03-1969 | Hitnotering: 14-12-1968 t/m 15-03-1969 | Hitnotering: 14-12-1968 t/m 15-03-1969 | Hitnotering: 14-12-1968 t/m 15-03-1969 | Hitnotering: 14-12-1968 t/m 15-03-1969 | Hitnotering: 14-12-1968 t/m 15-03-1969 | Hitnotering: 14-12-1968 t/m 15-03-1969 | Hitnotering: 14-12-1968 t/m 15-03-1969 | Hitnotering: 14-12-1968 t/m 15-03-1969 | Hitnotering: 14-12-1968 t/m 15-03-1969 | Hitnotering: 14-12-1968 t/m 15-03-1969 | Hitnotering: 14-12-1968 t/m 15-03-1969 |
| Week                                   | 1                                      | 2                                      | 3                                      | 4                                      | 5                                      | 6                                      | 7                                      | 8                                      | 9                                      | 10                                     | 11                                     | 12                                     | 13                                     | 14                                     |                                        |
| -------------------------------------- | -------------------------------------- | -------------------------------------- | -------------------------------------- | -------------------------------------- | -------------------------------------- | -------------------------------------- | -------------------------------------- | -------------------------------------- | -------------------------------------- | -------------------------------------- | -------------------------------------- | -------------------------------------- | -------------------------------------- | -------------------------------------- | -------------------------------------- |
| Positie                                | 16                                     | 5                                      | 2                                      | 1                                      | 1                                      | 1                                      | 2                                      | 2                                      | 2                                      | 2                                      | 3                                      | 6                                      | 10                                     | 16                                     | uit                                    |

### NPO Radio 2 Top 2000
| Nummer met noteringen in de NPO Radio 2 Top 2000 | '99 | '00 | '01 | '02 | '03 | '04 | '05 | '06 | '07 | '08 | '09 | '10 | '11  | '12  | '13  | '14  | '15  |
| ------------------------------------------------ | --- | --- | --- | --- | --- | --- | --- | --- | --- | --- | --- | --- | ---- | ---- | ---- | ---- | ---- |
| Hair                                             | 802 | 698 | 448 | 675 | 625 | 543 | 841 | 946 | 904 | 755 | 793 | 840 | 1016 | 1285 | 1752 | 1603 | 1955 |

1. ↑  Een vetgedrukt getal geeft de hoogste notering aan.
2. ↑  Deze tabel is bijgewerkt tot en met de laatste editie (2024).